# メデスキ、マーティン・アンド・ウッド
メデスキ、マーティン・アンド・ウッド（Medeski Martin & Wood、略称：MMW）は、アメリカのジャズ・ファンク・バンド。1991年に結成。ジャズ・ファンクとヒップ・ホップに即興音楽（ジャム）、前衛音楽を混ぜて行くスタイルはニューヨークのダウン・タウン・ミュージック・シーンの系譜にある。1997年には自己レーベル、Indirecto Recordsを創設。

## メンバー
- ジョン・メデスキ (John Medeski) - キーボード、ピアノ、ハモンド・オルガン
- ビリー・マーティン (Billy Martin) - ドラム、パーカッション
- クリス・ウッド (Chris Wood) - ダブル・ベース、ベース・ギター

## ディスコグラフィ

### アルバム
- Notes from the Underground (1992年1月1日、Gramavision Records)
- 『イッツ・ア・ジャングル・イン・ヒア』 - It's a Jungle in Here (1993年10月15日、Gramavision Records)
- 『フライデー・アフタヌーン・イン・ザ・ユニヴァース』 - Friday Afternoon in the Universe (1995年1月24日、Gramavision Records)
- 『シャック・マン』 - Shack-man (1996年10月15日、Gramavision Records)
- Farmer's Reserve (1997年2月11日、Indirecto Records) ※アンビエント・即興アルバム
- 『A GO GO』 - A Go Go (1998年4月7日、Verve Records) ※ジョン・スコフィールド名義。全面参加
- 『COMBUSTICATION』 - Combustication (1998年8月11日、Blue Note Records)
- 『トニック』 - Tonic (2000年4月25日、Blue Note Records) ※ニューヨーク、トニックでのアコースティック・ライブ
- 『ザ・ドロッパー』 - The Dropper (2000年10月24日、Blue Note Records)
- Electric Tonic (2001年10月31日、Indirecto Records) ※ライブ。限定リリース
- 『アンインヴィジブル』 - Uninvisible (2002年4月9日、Blue Note Records)
- 『エンド・オブ・ザ・ワールド・パーティ』 - End of the World Party (Just in Case) (2004年9月7日、Blue Note Records)
- 『アウト・ラウダー』 - Out Louder (2006年9月26日、Indirecto Records) ※メデスキ、スコフィールド、マーティン&ウッド名義
- Let's Go Everywhere  (2008年1月8日、Little Monster Records) ※子ども向けアルバム
- Zaebos: Book of Angels Vol.11 (2008年8月19日、Tzadik Records) ※ジョン・ゾーンのプロジェクト・アルバム
- The Radiolarian Series (2008年-2009年、Indirecto Records)
  - Radiolarians 1 (2008年9月30日)
  - Radiolarians 2 (2009年4月14日)
  - Radiolarians 3 (2009年8月4日)
  - Radiolarians: The Evolutionary Set (2009年12月8日) ※上記3枚を含むCD5枚DVD1枚2LPのボックスセット
- The Stone: Issue Four (2010年11月)
- In Case the World Changes Its Mind (2011年11月8日) ※メデスキ、スコフィールド、マーティン&ウッド名義
- 20 (2011年12月)
- Free Magic (2012年9月25日)[2]
- 『ウッドストック・セッションズ・ヴォリューム・ツー』 - Woodstock Sessions Vol. 2 (2014年4月15日) ※メデスキ、マーティン・アンド・ウッド・プラス・ネルス・クライン名義
- 『ジュース』 - Juice (2014年9月16日) ※メデスキ、スコフィールド、マーティン&ウッド名義[3]
- Omnisphere (2018年9月14日) ※Medeski Martin & Wood with Alarm Will Sound名義[4]

### コンピレーション・アルバム
- 『MMWベスト・オブ (1991-1996)』 - Last Chance to Dance Trance (Perhaps) (Gramavision 1991-1996) (1999年10月12日、Blue Note Records)
- 『グレイテスト・ヒッツ』 - Note Bleu: Best of the Blue Note Years 1998–2005 (2006年4月4日、Blue Note Records)

### リミックス企画EP
- Bubblehouse (Gramavision Records)
- 『COMBUSTICATION REMIX EP』 - Combustication Remix EP (1999年4月20日、Blue Note Records)

### DVD
- Fly in a Bottle (2011年10月25日)